# El Huaje
El Huaje är en ort i Mexiko.   Den ligger i kommunen Zentla och delstaten Veracruz, i den sydöstra delen av landet, 250 km öster om huvudstaden Mexico City. El Huaje ligger 559 meter över havet och antalet invånare är 336.
Terrängen runt El Huaje är platt åt sydost, men åt nordväst är den kuperad. Terrängen runt El Huaje sluttar brant österut. Runt El Huaje är det ganska tätbefolkat, med 78 invånare per kvadratkilometer. Närmaste större samhälle är Paso del Macho, 9,6 km söder om El Huaje. I omgivningarna runt El Huaje växer huvudsakligen savannskog.